# 安田真美
安田 真美（やすだ まみ）は、日本の看護師、看護学者（老年看護学）。学位は博士（看護学）（名古屋大学・2017年）。
聖路加国際病院看護婦、医療法人社団翠会地域医療部主任保健婦、三重県立看護大学看護学部准教授、フロンティアの介護看護師、静岡県立大学看護学部准教授などを歴任した。

## 来歴

### 看護学者として
名古屋大学の大学院に進学し、医学系研究科の看護学専攻にて学んだ。在学中に博士論文として「Dementia Care Mapping（DCM）を用いた介護職員研修の効果の検討」を執筆した。2017年3月、名古屋大学の大学院を修了した。それに伴い、博士（看護学）の学位を取得した。さらに静岡県立大学に転じることになり、2016年4月に看護学部の准教授に就任した。看護学部においては、主として看護学科の講義を担当した。また、静岡県立大学の大学院においても、看護学研究科の准教授も兼務することとなった。看護学研究科においては、主として看護学専攻の講義を担当した。2020年3月31日、静岡県立大学の准教授を退任した。

## 研究
専門は看護学であり、特に老年看護学といった分野について研究していた。具体的には、認知症を発症した高齢者に対する看護について研究していた。また、認知症の患者を介護する職員に対する研修について、その効果の検証についての研究を実施した。また、高齢者を対象とする施設について、その看護と介護との協働についての研究を行っていた。

## 略歴
- 2009年 - 三重県立看護大学看護学部准教授[5]。
- 2014年 - フロンティアの介護看護師[5]。
- 2016年 - 静岡県立大学看護学部准教授[5]。
- 2016年 - 静岡県立大学大学院看護学研究科准教授。
- 2017年 - 名古屋大学大学院医学系研究科修了[1]。

## 著作

### 分担執筆、寄稿、等
- 『介護マニュアル――やさしく学ぶ介護予防』全人教育研究所、2013年。